# Rivellia granulata
Rivellia granulata är en tvåvingeart som beskrevs av Frey 1932. Rivellia granulata ingår i släktet Rivellia och familjen bredmunsflugor. Inga underarter finns listade i Catalogue of Life.